# Pristomerus fumipennis
Pristomerus fumipennis là một loài tò vò trong họ Ichneumonidae.